# Funhunt: Live at the CBGB's & Max's
Funhunt: Live at the CBGB's & Max's è un live album del gruppo punk Richard Hell & The Voidoids, pubblicato il 10 settembre 1990.

## Tracce
1. Love Comes in Spurts (Hell) 2:13
2. I'm Free (Jagger, Richards) 4:45 (Rolling Stones Cover)
3. Funhunt (Hell) 4:41
4. Lowest Common Dominator (Hell) 2:16
5. Staring in Her Eyes (Hell) 4:31
6. You Gotta Lose (Hell) 3:44
7. Crosstown Traffic (Hendrix) 3:07
8. Liars Beware (Hell, Julian) 3:13
9. Don't Die (Hell, Julian) 2:59
10. Ignore That Door (Hell, Julian, Quine) 3:32
11. Walking on the Water (Fogerty, Fogerty) 3:05 (Creedence Clearwater Revival Cover)
12. Ventilator Blues (Jagger, Richards, Taylor) 4:04 (Rolling Stones Cover)
13. Blank Generation  (Hell) 3:58
14. I Wanna Be Your Dog (Alexander, Asheton, Asheton, Pop) 8:00 (The Stooges Cover)
15. Hell Has Left the Building/All the Way (Cahn, Hell, Van Heusen) 3:56
16. All the Way (Cahn, VanHeusen)

## Formazione
- Richard Hell - voce, basso
- Robert Quine - chitarra
- Ivan Julian - chitarra
- Marc Bell (Marky Ramone) - batteria
- Fred Maher - batteria